# Sphex hirtipes
Sphex hirtipes är en biart som beskrevs av Fabricius 1793. Sphex hirtipes ingår i släktet Sphex och familjen grävsteklar. Inga underarter finns listade i Catalogue of Life.